# Aureo
L'aureo (in latino aureus; pl. aurei) era una moneta d'oro di Roma antica (lat. aureus nummus), valutata 25 denarii d'argento.

## Storia
Le prime monete d'oro furono coniate intorno al 250 a.C. nella regione campana, con la denominazione di statere e mezzo statere, pesanti rispettivamente 6,82 e 3,40 grammi e recavano al dritto la raffigurazione della testa di Giano bifronte. Una trentina di anni dopo furono emessi aurei da sessanta, quaranta e venti assi con la testa di Marte al dritto. Un altro antico esempio di aureo fu quello coniato da Tito Quinzio Flaminino, in Macedonia nel 190 a.C.
L'aureo fu emesso regolarmente dal I secolo a.C. all'inizio del IV secolo d.C., quando fu sostituito dal solido. L'aureo era approssimativamente dello stesso formato del denario, ma più pesante a causa della più alta densità dell'oro.
Generalmente si ritiene che il vero e proprio aureo sia stato emesso nel 49 a.C. da Giulio Cesare, raffigurante la testa di Venere o della pietà al dritto.
Prima di Giulio Cesare l'aureo fu battuto molto raramente, solitamente per grandi versamenti provenienti da bottini catturati. Cesare batté più frequentemente la moneta e ne standardizzò il peso a 1/40 della libbra romana (circa 8 grammi [g 8,1042], il peso della moderna sovrana). La massa dell'aureo fu ridotta ad 1/45 di libbra (circa 7,11 g) durante il regno di Nerone.
Al tempo di Giulio Cesare, e durante l'età imperiale, si diffuse la tendenza a raffigurare sul rovescio varie scene e personaggi, mentre sul dritto divenne d'obbligo l'effigie dell'imperatore o di un congiunto.
Dopo il regno di Marco Aurelio la produzione dell'aureo diminuì, ed anche il peso diminuì ulteriormente fino ad 1/50 di libbra (circa 6,4 g il peso del moderno marengo) al tempo di Caracalla. Durante il III secolo pezzi d'oro furono introdotti in una varietà di frazioni e di multipli che rendono difficile determinare la denominazione di ogni moneta d'oro.
Costantino I introdusse il solido (solidus) nel 309, che sostituì l'aureo come moneta d'oro standard nell'Impero romano. Il solido era una moneta con un diametro più grande e più sottile, mentre l'aureo era più piccolo e spesso, simile al denario nelle dimensioni. Il solido si diffuse soprattutto nell'Impero d'Oriente, mentre in quel periodo l'Occidente subì un arretramento verso posizioni di economia naturale, nella quale l'antico metodo del baratto riprese importanza.